# GA JAPAN
GA JAPANは建築デザイン専門誌。
現在は偶数月25日に発行されている。新建築とともに、日本の建築界を語る上で欠かせないメディアである。出版元はA.D.A.EDITA Tokyo（普段は、この出版元自体をGAと呼ぶことも多い）。掲載作品の網羅性という点では、新建築に一歩譲るが、「現代建築を考える　○と×」など、対談・論文は充実している。過去にも、磯崎新、原広司、隈研吾、小嶋一浩などが長期連載をしていた。近年は部数は減少傾向にあるが、専門家でない人でも親しみやすい建築雑誌としてまだまだ人気は高い。また、槇文彦のタマちゃん発言がこの雑誌のインタビューによる事は語り草となっている。